# Comité Midi-Pyrénées de rugby
Le comité Midi-Pyrénées de rugby est un organe fédéral dépendant de la Fédération française de rugby actif de 1906 à 2018 et chargé d'organiser les compétitions territoriales de rugby à XV et à sept dans les départements de l'Ariège, de l'Aveyron, de la Haute-Garonne, du Tarn, du le Tarn-et-Garonne, et d'une partie de celui du Lot et de manière plus limitée de l'Aude.
Historiquement, le périmètre s'étend également à ceux du Gers et des Hautes-Pyrénées.

## Histoire
Le comité des Pyrénées est fondé le 20 mai 1906, à la suite de la scission deux mois plus tôt du comité du Sud, répartissant un territoire de quatorze départements en deux nouveaux comités, ceux des Pyrénées et du Languedoc. Basé à Toulouse, sa juridiction s'étend initialement sur l'Ariège, l'arrondissement de Castelnaudary dans l'Aude, le Gers, la Haute-Garonne, les Hautes-Pyrénées, le Lot hormis l'arrondissement de Figeac, le Tarn et le Tarn-et-Garonne.
Les départements de l'Aveyron et du Cantal, initialement dans le giron du comité du Sud, restent dans celui des Pyrénées à titre transitoire jusqu'à la création du comité d'Auvergne, concrétisée le 23 janvier 1910.
Lors de la saison 1911-1912, des incidents autour d'une rencontre entre le Stadoceste tarbais et le Stade toulousain conduisent à la suspension du terrain de Sarrouilles, enceinte sportive de l'agglomération tarbaise ayant accueilli le match. Cette décision conduit à l'intersaison à la scission des départements des Hautes-Pyrénées et du Gers, actant la création du comité Bigorre Armagnac le 3 juillet.
L'Aveyron reviendra plus tard dans le périmètre d'action du comité des Pyrénées.
En 1992, le comité des Pyrénées devient le comité Midi-Pyrénées afin de légitimer ses demandes de financement auprès du conseil régional de Midi-Pyrénées.

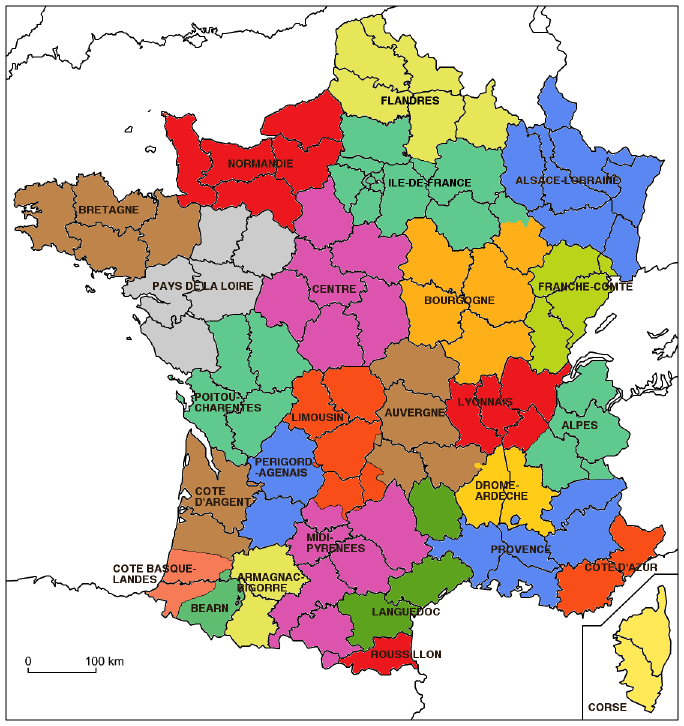
Découpage approximatif des comités territoriaux français avant la réforme de 2015.

En conséquence de la réforme territoriale des régions de 2015, le ministère de la Jeunesse et des Sports impose aux fédérations sportives de calquer leur organisation territoriale sur celle des nouvelles régions. Ainsi, le 1er juillet 2018, le comité Midi-Pyrénées fusionne avec les comités Armagnac Bigorre, Languedoc et Pays catalan pour former la Ligue régionale Occitanie de rugby.

## Présidents
Les personnes suivantes se succèdent au poste de président de la fédération :
1. M. Cassan, de 1906 à 1908[14] ;
2. Paul Voivenel, de 1908 à 1912[14] ;
3. François Longaud, de 1912 à 1919[15] ;
4. Octave Léry, de 1919 à 1920[16] ;
5. Milet Caors, de 1920 à 1922[17] ;
6. Léon Lalande, de 1923 à 1925[18] ;
7. Albert Ginesty, de 1925 à 1935[19] ;
8. Jean Delbert, de 1935 à 1942[20] ;
9. Maurice Gaussens, de 1942 à 1947[21] ;
10. Jean Delbert, de 1947 à 1962[20] ;
11. Jules Balandrade, de 1962 à 1966[22] ;
12. Henri-Bernard Dupouy, de 1966 à 1968[23] ;
13. Jules Balandrade, de 1968 à 1976[22] ;
14. Marcel Batigne, de 1976 à 1990[24] ;
15. Henri Cazaux, de 1990 à 1992[25] ;
16. Jean-Claude Baqué, de 1992 à 2001[26] ;
17. Henri Corbarieu, de 2001 à 2004[27] ;
18. Patrick Battut, de 2004[27] à 2016[28].
19. Gilles Sicre, de 2016 à 2018[28].

## Clubs
| Année     | Nombre de clubs |
| --------- | --------------- |
| 1897      | 6               |
| 1908-1909 | 33              |
| 1910-1911 | 40              |
| 1912-1913 | 56              |

### Meilleurs clubs du comité par saison
Le meilleur club du comité est le club qui arrive le plus loin en phases finales dans la compétition nationale de plus haut échelon. En cas d'égalité (même compétition et même résultat en phases finales), le meilleur club est celui qui a marqué le plus de points au cours de la saison régulière.
Clubs masculins

### Palmarès international des clubs régionaux
- Stade toulousain
  - Vainqueur du Coupe d'Europe (4) : 1996, 2003, 2005 et 2010
- US Colomiers
  - Vainqueur du Challenge européen (1) : 1998
- Castres olympique
  - Vainqueur du Bouclier européen (1) : 2003